# Rolex Yacht-Master
Il Rolex Yacht-Master è un orologio sportivo della Rolex, introdotto per la prima volta nel 1992 con il modello 16628 in oro 18kt giallo.

## Storia
Nel 1994 Rolex aveva già creato un modello per donna (69628) e un modello di dimensioni medie per uomo (68.628), prima volta nella storia della Maison. Nel 1996 Rolex ha introdotto un modello a due tonalità (acciaio e oro 18kt giallo) per le signore e una linea di medie dimensioni. 
Nel 1997 fu prodotto il Rolex Yacht-Master in Rolesium, un brevetto Rolex risalente al 1932 che dà allo Yacht-Master una struttura in acciaio inox e platino; la lunetta e il quadrante sono in platino, mentre la cassa, la fascia, la corona ed il resto sono in acciaio inox. Questo modello è anche noto come Platinum Yacht-Master. 
In ogni caso grande successo ha riscosso, nel 2005, il Rolex Yacht-Master rolesor (in oro e varie combinazioni di acciaio). La versione full size ha come referenza la n. 16623 ed è disponibile con alcune combinazioni predefinite: Bianco, madreperla (MOP), blu, champagne, marrone e argento.

## Curiosità
- La lunetta, in oro o platino, lo rende abbastanza delicato agli urti.